# Giuseppe Amisani

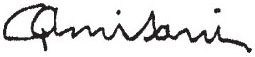
assinatura de Giuseppe Amisani

Giuseppe Amisani (Mede, 7 de dezembro de 1881 — Portofino, 8 de setembro de 1941) foi um pintor italiano. Estudou na Academia de Brera, em Milão, onde foi aluno do renomado retratista Cesare Tallone. Por influência deste, devotou-se à retratística, destacando-se nos retratos femininos, interpretados com sensualidade e vivacidade de cores e que lhe renderam aceitação e apoio da burguesia de então. Também foi pintor de paisagens, tendo registrado cenários de diversas localidades, da Inglaterra à África.
Fez diversas viagens pela América do Sul, com estadias prolongadas na Argentina e no Brasil. Na cidade de São Paulo, Amisani realizou diversas exposições e estabeleceu um ateliê, onde recebeu diversas encomendas de retratos, contribuindo para a difusão da pintura italiana contemporânea no circuito nacional. Entre 1924 e 1925, trabalhou na decoração do Palácio Real de Alexandria, no Egito, local onde recebeu a alcunha de "pintor do Rei".

## Vida e obra

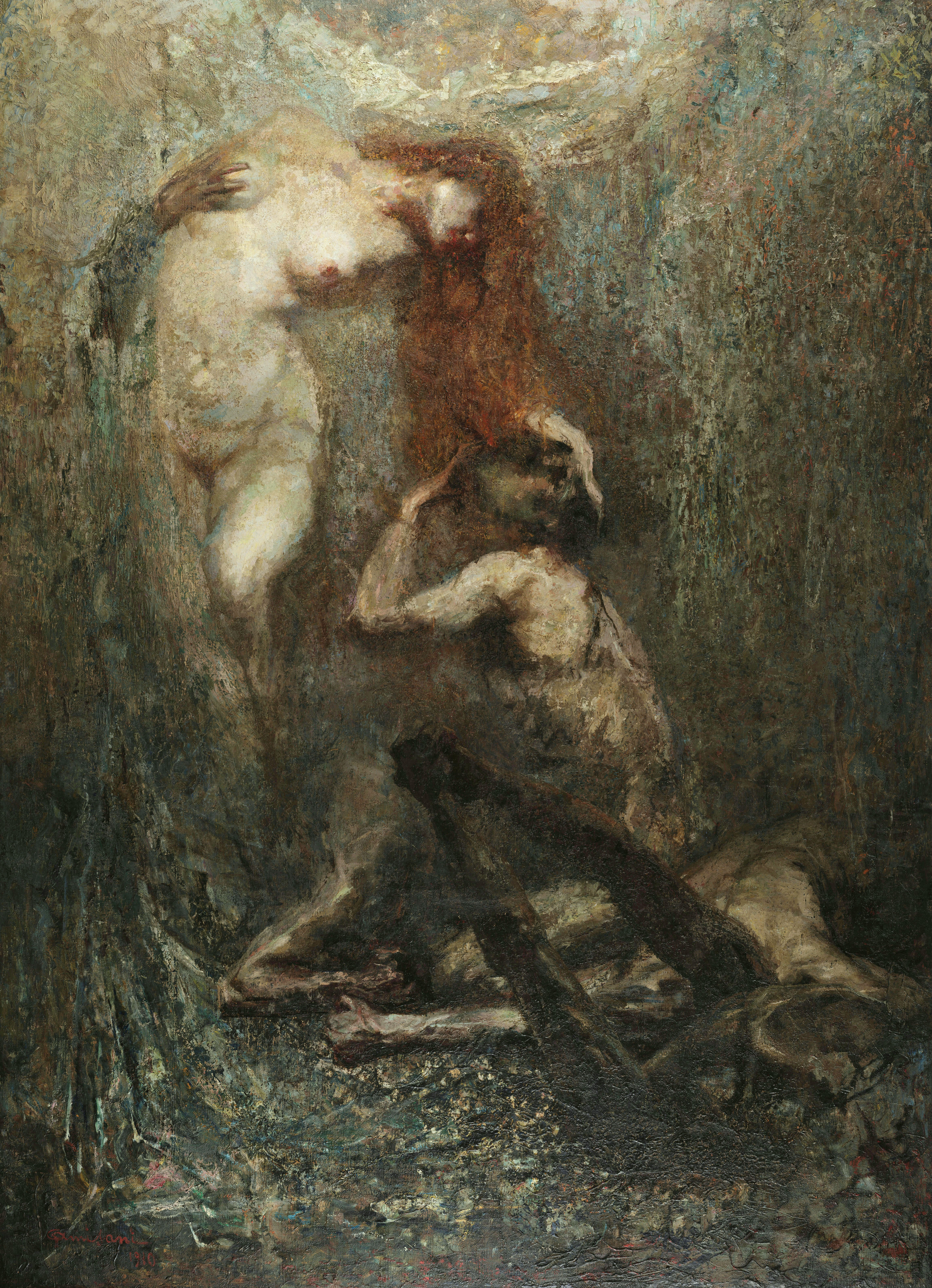
Giuseppe Amisani: La Culla Tragica (1910). Pinacoteca do Estado, São Paulo.

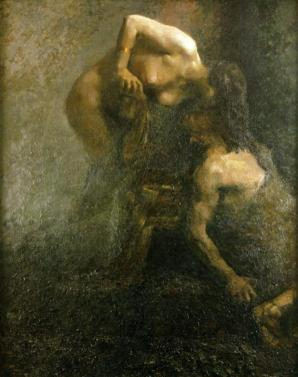
Giuseppe Amisani: Cleopatra lussuriosa (1901). Coleção particular, Mede

Giuseppe Amisani nasceu na comuna de Mede, na Lombardia, em 7 de dezembro de 1881, na então Piazza Mercato (hoje Piazza Amisani). No fim do século XIX, tentou ingressar, sem sucesso, na Escola Técnica de Pádua. No início da primeira década do século XX, interessado no estudo do desenho, ingressou na Academia de Brera, em Milão, onde foi aluno dos pintores Vespasiano Bignami (renomado retratista e caricaturista milanês, também escritor e historiador) e Cesare Tallone (retratista de grande fama no final do século XIX, colega de Giovanni Segantini e Gaetano Previati e professor de Carlo Carrà).

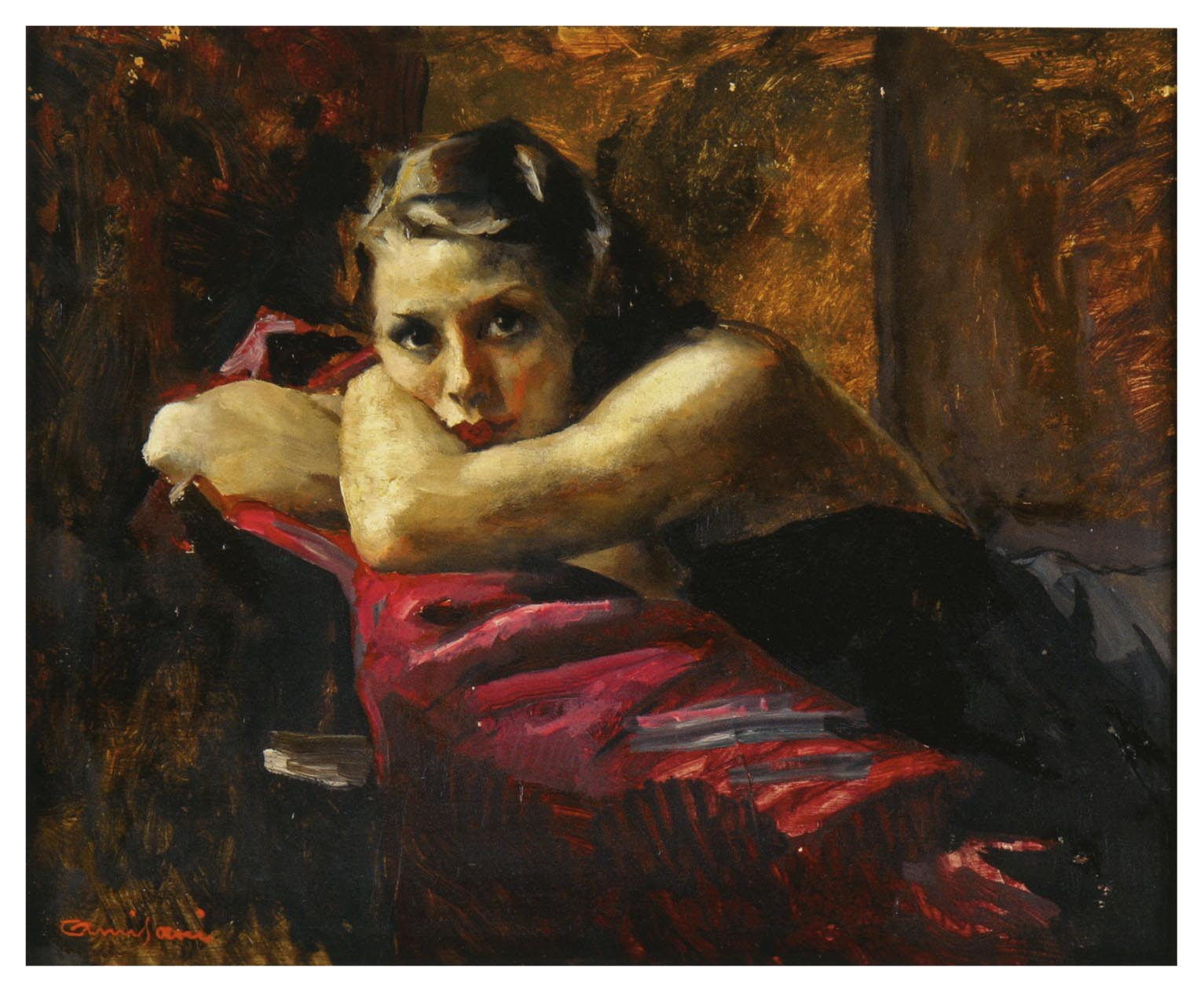
Giuseppe Amisani, Retrato Riri, 1910

Nesse período, influenciado pelos valores da geração pós-romântica milanesa, aproximou-se da estética de Mosè Bianchi, Tranquillo Cremona, Filippo Carcano, Luigi Conconi e Emilio Gola. Surgiu messe contexto sua primeira obra de destaque, Cleopatra lussuriosa (1901), apresentada para concorrer ao prêmio de pintura histórica da Academia de Breda. A Academia, entretanto, rejeitou o quadro, malgrado o sucesso deste junto ao público. Em função da rejeição, Amisani abandonou temporariamente a pintura.
Entre 1906 e 1907, Amisani retomou sua carreira pictórica, mas afastou-se da estética pós-romântica. Não chegou a aderir ao vanguardismo de seus contemporâneos, como Carlo Carrà e Umberto Boccioni, mas conviveu com o modernismo, aproximando-se do movimento conhecido localmente como liberty (semelhante à art nouveau francesa), exercitando discretas incursões ao decadentismo, ao simbolismo e ao divisionismo. Clareou a palheta, diversificou o colorido, suavizou e acelerou a pincelada. Deu preponderância aos tons pastel em suas obras. De sua fase antiga, conservou o estilo empregado no tratamento do segundo plano de suas composições - formas abstratas, constituídas por grossas camadas de tinta.
Destacam-se nesta fase os retratos femininos, imbuídos da "sensualidade tolerável", característica do erotismo do fin-de-siècle, seus efeitos torna mais detalhes nas pinturas sobre papelão Destes, o mais renomado é o retrato da famosa atriz italiana de teatro e cinema Lyda Borelli, que lhe rendeu o Prêmio Fumagalli da Academia de Brera em 1912 (uma versão posterior da obra foi adquirida pelo conde Sílvio Penteado, durante a segunda estadia do pintor no Brasil).
No fim do primeiro decênio do século XX, certamente motivado pela prosperidade da belle époque brasileira, Amisani transferiu-se para este país, passando pelo Rio de Janeiro e fixando-se por um breve período em São Paulo. Na capital paulista, montou um ateliê no quarto 62 do Hotel Bela Vista, onde promovou exposições individuais de Oscar Pereira da Silva, Peregrino de Castro e Augusto Crotti. Em 1913, retornou ao Brasil de passagem, após ser convidado a realizar o retrato de um membro da colônia italiana em Buenos Aires. Estabeleceu-se novamente em São Paulo, permanecendo nesta cidade até 1914. Nesse intervalo, organizou uma exposição individual e participou de uma mostra coletiva, ambas sediadas na Casa Mascarani.
Como muitos outros artistas italianos que se fixaram no Brasil durante a belle époque, Amisani contribuiu significativamente para a difusão da pintura italiana contemporânea no meio artístico do país. Não obstante o tímido desenvolvimento do mercado de arte paulistano na época, em função da relativa escassez de instituições voltadas à formação artística e à difusão das artes visuais, Amisani conseguiu inserir-se de forma bem sucedida no mercado, angariando uma clientela composta por membros influentes da elite paulistana. Teve como clientes e frequentadores do seu ateliê personalidades como o senador Freitas Valle, o presidente do Banco de Comércio e Indústria de São Paulo Numa de Oliveira, o jornalista Nestor Pestana, o Ministro da Agricultura Pádua Sales, o engenheiro-arquiteto Samuel das Neves e o galerista Jorge de Souza Freitas, proprietário da Galeria Jorge. Para Freitas Valle, especificamente, Amisani executou o afresco A alma das flores,, decorando a sala de banho da Villa Kyrial, a antiga residência do senador localizada na Vila Mariana, famosa por sediar os mais renomados saraus de São Paulo na virada do século (a obra foi destruída com a demolição da mansão em 1961). Freitas Valle foi também responsável por intermediar a compra e venda de obras de Amisani, por ocasião de suas constantes visitas à Europa.
Em 1924, Amisani instalou-se em Cairo, no Egito, onde realizou o famoso retrato do príncipe-herdeiro, Farouk, possivelmente sua obra mais conhecida - e que lhe valeu a alcunha de il pittore dei re ("pintor do rei"). Permaneceu no Egito até 1926, tendo também trabalhado na decoração do Palácio Real de Alexandria. A estadia no Egito influenciou sua obra, que passou a incorporar atributos do orientalismo e lhe granjeou maior visibilidade junto ao público.
Ao retornar do Egito para a Itália, Amisani já era um retratista e paisagista de renome internacional.. Aperfeiçoou-se progressivamente na carreira de retratista da elite, trabalhando sob encomenda para príncipes e nobres da Inglaterra e da Itália, senhoras da alta sociedade, artistas e poetas. Embora não tenha cedido às tendências modernas, Amisani contribuiu consideravelmente para o estabelecimento de um "padrão aceitável" de retratística de vanguarda, emulando em alguns de seus trabalhos características dos avanços estéticos de movimentos alheios à sua arte. Chegou a expor na Bienal de Veneza em 1930, ocasião para a qual elaborou um auto-retrato bastante admirado. As obras de Amisani estão hoje dispersas por diversos museus da Itália e do mundo, tais como o Museo Teatrale alla Scala e a Galleria d'Arte Moderna, ambos em Milão. No Brasil, o Museu de Arte de São Paulo e a Pinacoteca do Estado conservam obras de sua autoria.
Emm Portofino nas ruas da cidade à beira-mar dedicou a ele uma placa de mármore em 1941.

## Museus
- Museu de Arte de São Paulo, Brasil
- Pinacoteca do Estado, São Paulo, Brasil
- Museu de Arte Italiana, Lima, Peru
- Museo di Santa Giulia, Brescia
- Villa do Museu Cedars, Bellinzona, Suíça
- Galleria degli Uffizi, Florença, Itália
- Museu Palazzo Pitti, Florença, Itália
- Museu Teatro alla Scala, Galerias Piazza Scala, Milão, Itália
- Galeria de Arte Moderna, Milão, Itália
- Galleria de Arte Moderna Ricci Oddi em Piacenza, Itália
- As coleções de arte do Museu de Ciência e Tecnologia Leonardo da Vinci , Milão, Itália
- Museu de Monza, Itália
- Galeria de Arte Moderna (Genoa), Itália
- Palácio Real de Alexandria, Egito
- Pinacoteca metropolitana di Bari, Itália

## Arte

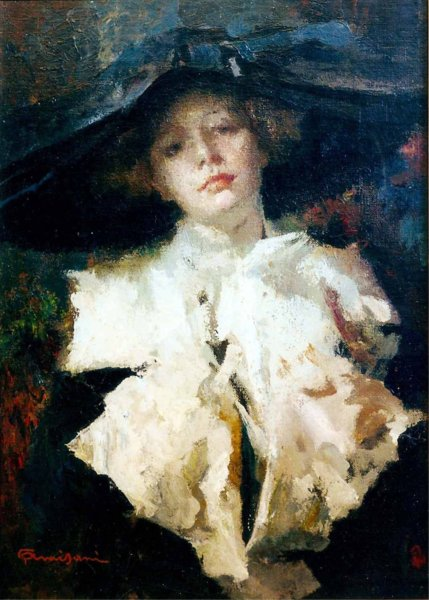
Giuseppe Amisani, Retrato de Lyda Borelli, 1910 ca

Autorretrato (Galleria degli Uffizi Florença), Marco Praga (Museu della Scala di Milano), Papa Benedetto XV, Príncipe Umberto II di Savoia, Lord Chamberlain, Cleopatra Lussuriosa, El Tio Senhor Inglese, El Senhor Candia, O herói, O Doutor, Dança dos Apaches, Presidente Rodriguez Alvez, O manto japonês, Le Telette, Retratos de Giosuè Carducci, Mario Sammarco, Poeta De Stefani, o Gatti Geral, General Cadorna, o ator Warkfield.
- Amor maternal
- Retrato do mobiliário de designer Carlo Zen  de 1911
- Retrato de Carducci
- Retrato de Pietro Polli
- Retrato de Gino Polli
- Retrato de Michele Bernocchi
- Retrato de Elena Polli
- Retrato de Signora Bestetti'
- Retrato de um homem  de 1938
- Retrato do estúdio
- Retrato do homem que senta-se
- Retrato de 1926
- Auto-Retrato II
- O guarda-chuva vermelho
- O vaso
- Flowerpot II
- Flowerpot III
- O Caçador
- A Madonna das flores
- Ainda vida de flores
- A família do fazendeiro
- O camponês

## As paisagens
- Vista de Londres
- Vista de Londres II
- Vista de Portofino
- Pare no deserto
- Loucuras em Marrocos  de 1920
- Marktszene, Samarcanda
- Vista do Molo di Chioggia
- Paisagem II
- Paisagem de 1919
- Alley of Naples
- Riccione
- A entrada para a moradia
- Milão, vista para os canais
- A catedral de Mechelen

## Retratos de mulher
Seus trabalhos mais raros e preciosos são as pinturas nas primeiras andares de rostos de mulheres:
- Retrato de Lyda Borelli, óleo a bordo do painel, 29,5 x 29 cm.
- Amore a Londra (Amor em Londres), óleo a bordo do painel, 19 x 26 cm. , 1934, Londres.
- Signora Katja, Museu Palazzo Pitti em Florença.
- La Principessa di Osteheim.
- La Principessa Maria.
- La modella (O modelo).
- Bianca Virginia Camagni, atriz eo mais famoso da diva do tempo Belle Époque.
- Maria Melato.
- Lady Chamberlain.
- S. Teresa.
- Nonna Bestetti, 1932.
- Portrait of a lady, 1913.
- Summer  (Verão).
- Donzela .
- Mulher nova que dorme no sofá .
- Nude mulher .
- Female Nude .
- Retrato de uma jovem mulher , em 1925.
- Retrato de uma senhora com um colar de pérolas , em 1938.
- Retrato de uma Senhora .
- Retrato de uma mulher .
- Meninas em leitura .
- Mulher com cão pequeno .
- Mulher de encontro no interior .
- Mulher nua deitada .
- Retrato de uma mulher de perfil .
- Female Nude .
- Vendedor de frutas .
- Retrato de Signoria , em 1925.
- Modelo de vestido rosa .
- Modelo de vestido branco .
- Mulher elegante no Lago Maggiore .
- Portrait de la Comtesse Barbara Dessailles.
- Donna col cappello, 1914.

## Exposições
Amisani participou em exposições em Londres, Estados Unidos, Milão, Roma, Veneza, Buenos Aires, Lima, São Paulo e Cairo. Eles incluem:
- Rirì la sciantosa e le altre. Ritratti di donne nella pittura di Giuseppe Amisani (1879-1941), Galleria Civica di Bari, 2012, Itália
- From the Collection of the Uffizi Gallery, Beijing (2010) e Changsha (2011) China[6]
- Giuseppe Amisani, Il pittore dei Re ("Giuseppe Amisani, the painter of the Kings"), Castello Sforzesco, Vigevano, Pavia, Itália, 2008[7]
- Da Pellizza a Carrà: artisti e paesaggio in Lomellina, Vigevano, Itália, 1951[6]
- Indústria, arte e moda in Lombardia: 1830-1945, Castello di Masnago, 1951[8]
- Antonio Mancini, 1852-1930 : il collezionismo del suo tempo in Lombardia, Accademia Tadini, Lovere, 1951.
- Il Novecento a Palazzo Isimbardi: nelle collezioni della Província di Milano, Raffaele De Grada, Palazzo Isimbardi da Província de Milão, Governo italiano
- Mostra Commemorativa di Giuseppe Amisani, Exposição Memorial de Giuseppe Amisani, Milão, Itália, 1951[9]
- Venice Biennale, XVII Esposizione Internazionale d'arte, Veneza, 1927[6]
- Exotic Egyptian views, Arlington Gallery, Bond Street, Londres, Inglaterra, UK, 1927
- Individual exhibition of the painter Giuseppe Amisani, Galleria Pesaro, Milão, Itália, 1923
- Individual exhibition of the painter Giuseppe Amisani, Londres, 1923
- Giuseppe Amisani e Amedeo Bocchi, Exposição de Belas Artes de Brera, Academia de Brera,Milão, Itália, 1912.